# ديفيد فرانسيا
ديفيد فرانسيا (بالإيطالية: David Francia)‏ هو لاعب كرة قاعدة إيطالي، ولد في 16 أبريل 1975.

## وصلات خارجية
- ديفيد فرانسيا على موقع أوليمبيديا (الإنجليزية)